# プレイボール/坂道のメロディ
「プレイボール／坂道のメロディ」（プレイボール／さかみちのメロディ）は、YUKIの24枚目のシングル。2012年5月2日にエピックレコードジャパンから発売された。

## 解説
ベストアルバム『POWERS OF TEN』から3ヶ月ぶり、シングルとしては「Hello !」から約9ヶ月ぶりのリリース。ライブビデオ『YUKI tour "MEGAPHONIC" 2011』およびビデオクリップ集『ユキビデオ3』と同時発売。
ソロデビュー以降では初となる両A面シングルで、初回生産限定盤にはビデオクリップが収録されたDVDが付属する。
「プレイボール」は、YUKIが2012年5月6日にソロデビュー後初の東京ドーム公演『YUKI LIVE "SOUNDS OF TEN"』を行うことにちなんで制作された爽快な失恋ソングで記念の楽曲。CDジャケットも東京ドームで撮影された。
一方「坂道のメロディ」は、テレビアニメ『坂道のアポロン』オープニングテーマとして、同作の劇伴を担当する菅野よう子が作曲した楽曲である。YUKIの楽曲にテレビアニメのタイアップが付くのは、『坂道のアポロン』と同じく「ノイタミナ」枠で放送された『ハチミツとクローバーII』オープニングテーマであった「ふがいないや」以来およそ6年ぶりとなる。
2014年にリリースされたアルバム『FLY』では「プレイボール」は未収録だが、両A面である「坂道のメロディ」はversion FLYとして収録されている。

## 収録曲
CD
（全作詞：YUKI）
1. プレイボール [4:33]
  - 作曲：田中秀典、編曲：YUKI・玉井健二・百田留衣
2. 坂道のメロディ [4:43]
  - 作曲・編曲：菅野よう子
  - フジテレビ系アニメ『坂道のアポロン』オープニングテーマ。

DVD（初回生産限定盤のみ）
1. プレイボール -Music Video-